# Sabordage de la flotte danoise à Copenhague
Pour l’article homonyme, voir sabordage de la flotte.

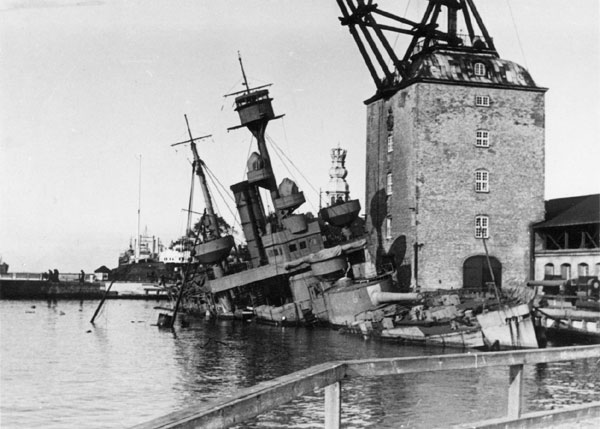
Le croiseur danois Peder Skram sabordé dans la base navale d'Holmen, 29 août 1943.

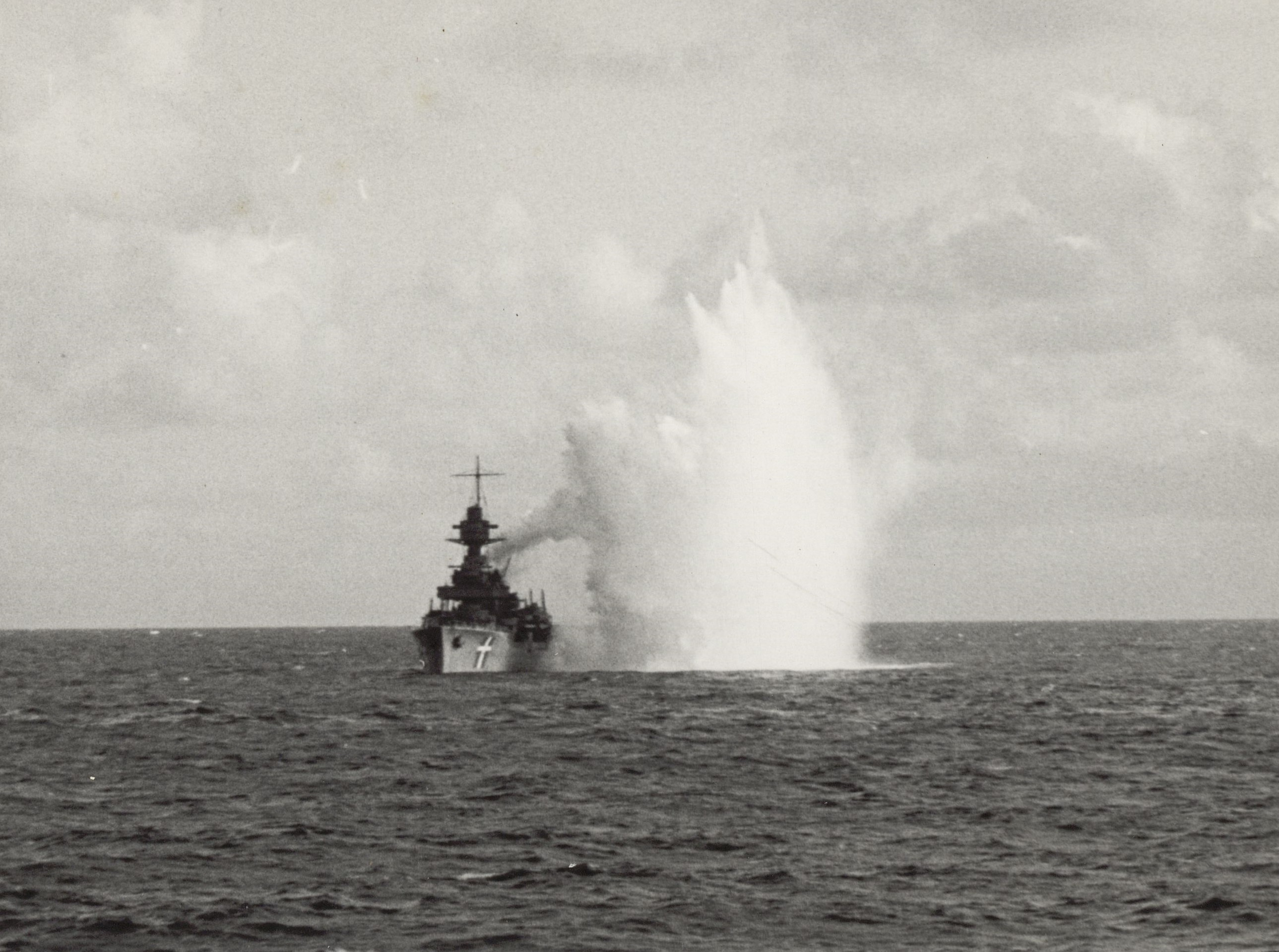
Le Niels Juel attaqué par des avions allemands alors qu'il essayait de rejoindre la Suède, 29 août 1943.

La sabordage de la flotte danoise se produisit dans le port de Copenhague le 29 août 1943, à la suite de l'Opération Safari (Unternehmen Safari) déclenchée par les Allemands occupant le Danemark durant la Seconde Guerre mondiale.

## Historique
Les Allemands prévoyaient, dans le cadre de l'Opération Safari, de désarmer et de démanteler l'armée danoise après la destitution du gouvernement du roi Christian X en 1943, le Danemark étant depuis avril 1940 un "protectorat" du Troisième Reich. Le matériel de la Marine royale danoise devait être livré à la Kriegsmarine (marine allemande).
Sur les 52 navires d'un déplacement de plus de 500 t de la Marine royale danoise qui faute de modernisation avait une faible valeur militaire, 32 ont été sabordés par leur équipage, 2 se sont réfugiés au Groenland (contrôlé par les Américains après la capitulation du Danemark lors de l'opération Weserübung en 1940), 4 se sont réfugiés en Suède neutre et 14 ont été capturés intacts par les Allemands, qui serviront alors dans la Kriegsmarine.
La majorité des navires coulés furent renfloués et quinze d'entre eux furent utilisés également sous une forme ou une autre par la marine allemande. Du côté danois, l'opération aboutit à 23 morts, 2 civils tués ainsi que 56 blessés. Les Allemands ont également eu des pertes similaires.
Les navires étant parvenus à s'échapper en Suède sont le torpilleur de haute mer Havkatten lancé en 1918 de la classe Springeren dont les navires depuis 1923 assumaient le rôle de dragueurs de mines, 3 dragueurs de mines (MS 1, MS 7, MS 9) de la classe Minestryger 1940 construits en 1941 alors que les Allemands occupaient déjà le pays et 9 des 18 petits patrouilleurs.